# Prinlew
Prinlew es una variedad cultivar de ciruelo (Prunus domestica), de las denominadas ciruelas europeas. Una variedad de ciruela criada antes de 1923 en el vivero propiedad de H.A.Lewis en Oregón. Las frutas son de tamaño mediano a grande de piel rojo brillante en mancha que no cubre toda la superficie sobre un fondo verde amarillento, punteado numerosos, pequeños, de color marrón rojizo, conspicuos;tienen una pulpa de color amarillo verdoso, textura firme, muy jugoso, de sabor agridulce muy agradable. Tolera las zonas de rusticidad según el departamento USDA, de nivel 5b, 5a, 6b, 6a, 7b, 7a.

## Historia
'Prinlew' variedad de ciruela que fue obtenida antes de 1923 en el vivero "Russelville Nurseries" de H.A.Lewis en las cercanías de Portland (Oregón) por el cruce de 'Italian Prune' como Parental Madre x el polen de 'Brodshow' como Parental Padre.
'Prinlew' fue introducido en los circuitos comerciales en 1923.

## Características
'Prinlew' árbol de porte extenso, moderadamente vigoroso, erguido, sus hojas de la planta leñosa son caducas, de color verde, forma elíptica, sin pelos presentes, tienen dientes finos en el margen. Autofértil de flor blanca, que tiene un tiempo de floración que comienza a partir del 18 de abril con el 10% de floración, para el 22 de abril tiene una floración completa (80%), y para el 2 de mayo tiene un 90% de caída de pétalos.
'Prinlew' tiene una talla de tamaño mediano a grande de forma ovalada alargada irregular, peso promedio de 45.60 g;epidermis con la piel bastante dura, con abundante pruina ligera, siendo el color de la piel rojo brillante en mancha que no cubre toda la superficie sobre un fondo verde amarillento, punteado numerosos, pequeños, de color marrón rojizo, conspicuos, con la sutura clara dividiendo la ciruela en una mitad alta más estrecha y una mitad corta más ancha; pedúnculo corto (promedio 9.26 mm), que permanece unido a las ramas; pulpa de color amarillo verdoso, textura firme, muy jugoso, de sabor agridulce muy agradable.
Hueso semi adherente, grande, alargado, muy asimétrico, con el surco dorsal muy ancho y profundo, los laterales más superficiales, zona ventral poco sobresaliente, superficie rugosa.
Su tiempo de recogida de cosecha se inicia en su maduración última decena de agosto, y primera decena de septiembre.

## Progenie
'Prinlew' es el "Parental Madre" de la nueva variedad de ciruelas 'Seneca'.

## Usos
Se usa comúnmente como postre fresco de mesa buena ciruela de postre de fines de verano.
También se usa en varias aplicaciones culinarias.